# 토비 콜리어
토비 콜리어(영어: Toby Collyer, 2005년 4월 19일~)는 잉글랜드의 축구 선수로, 현재 웨스트브로미치 앨비언에서 수비형 미드필더로 뛰고 있다.